# Parafia Wniebowzięcia Najświętszej Maryi Panny w Skierbieszowie
Parafia Wniebowzięcia Najświętszej Maryi Panny w Skierbieszowie – parafia rzymskokatolicka w Skierbieszowie. Znajduje się na terenie diecezji zamojsko-lubaczowskiej, w dekanacie Grabowiec. Mieści się przy ulicy Parkowej.Parafię prowadzą księża diecezjalni.

## Zasięg parafii
Do parafii należą wierni z następujących miejscowości: Drewniki Skierbieszowskie, Hajowniki, Huszczka Duża, Iłowiec, Lipina Nowa, Lipina Stara, Majdan Skierbieszowski, Marcinówka, Osiczyna, Podhuszczka, Podwysokie, Sady, Skierbieszów, Skierbieszów-Kolonia, Szorcówka, Wysokie Pierwsze, Wysokie Drugie, Zawoda, Zrąb-Kolonia.